# Fugitive at 17
Fugitive at 17 é um  filme americano-canadense de mistério e crime, dirigido por Jim Donovan e escrito por David DeCrane e Douglas Howell. É estrelado estrelado por  Marie Avgeropoulos, Christina Cox e Casper Van Dien. O filme foi lançado internacionalmente pela Reel One Entertainmente em 30 de junho de 2018 e retrata a vida de Holly Hamilton que uma hacker adolescente e é suspeita de assassinar a sua melhor amiga.

## Críticas
No Rotten Tomatoes, o filme foi a apenas avaliado pela pontuação do público com uma média avaliativa de 3,7/5 e as classificações dos utilizadores foram de 36 pontos, o que significa que 67% do público que assistiu, gostou.